# Пешиці (гміна)
Гміна Пешице (пол. Gmina Pieszyce) — місько-сільська гміна у південно-західній Польщі. Належить до Дзержоньовського повіту Нижньосілезького воєводства. 
Утворена 1 січня 2016 року. Доти існувала міська гміна Пешице. При створенні місько-сільської гміни з меж міста Пешице виділено місцевості Братошув, Камйонкі, Піскожув, Росцишув та надано їм статус сіл.